# غولف بورت (إلينوي)
غولف بورت (بالإنجليزية: Gulfport)‏ هي منطقة سكنية تقع في الولايات المتحدة في إلينوي.

## الموقع الجغرافي
الموقع الجغرافي للمناطق المحيطة بهذه النقطة هو كالتالي: